# Sala Baker
Pour les articles homonymes, voir Baker.
Sala Baker, né à Wellington le 22 septembre 1976, est un acteur et cascadeur néo-zélandais, essentiellement connu pour avoir joué le rôle de Sauron dans la trilogie cinématographique du Seigneur des anneaux, films pour lesquels il a également officié en tant que cascadeur. Il a également réalisé des cascades dans les trois premiers Pirates des Caraïbes, Le Monde de Narnia : Le Lion, la Sorcière blanche et l'Armoire magique, Eragon, Le Royaume et L'Agence tous risques.

## Filmographie (acteur)
- 2001 : Le Seigneur des anneaux : La Communauté de l'anneau : Sauron
- 2002 : Le Seigneur des anneaux : Les Deux Tours : Lugdush, un Uruk-hai
- 2003 : Le Seigneur des anneaux : Le Retour du roi : Sauron
- 2007 : Le Royaume : un kidnappeur
- 2007 : Prison Break (saison 3, épisode 1) : World
- 2008 : The Unit : Commando d'élite (saison 4, épisode 5) : Luis
- 2009 : Blood and Bone : Jesus
- 2009 : Star Trek : le Romulien responsable du foret planétaire
- 2010 : Le Livre d'Eli : Construction Thug
- 2012 : Sherlock Holmes : Jeu d'ombres  : garde du corps
- 2012 : Savages : le motard
- 2013 : Parker de Taylor Hackford : Ernesto
- 2018 : Braven, la traque sauvage (Braven) de Lin Oeding : Gentry
- 2023 : The Killer : La Brute
- 2023 : Crazy Bear : l’ours
- 2025 : Shadow Force de Joe Carnahan : Scath